# Burg (Mosel)
Burg (Mosel) ist ein Weinbauort an der Mosel im Landkreis Bernkastel-Wittlich in Rheinland-Pfalz. Die Ortsgemeinde gehört der Verbandsgemeinde Traben-Trarbach an.

## Geographie

### Lage

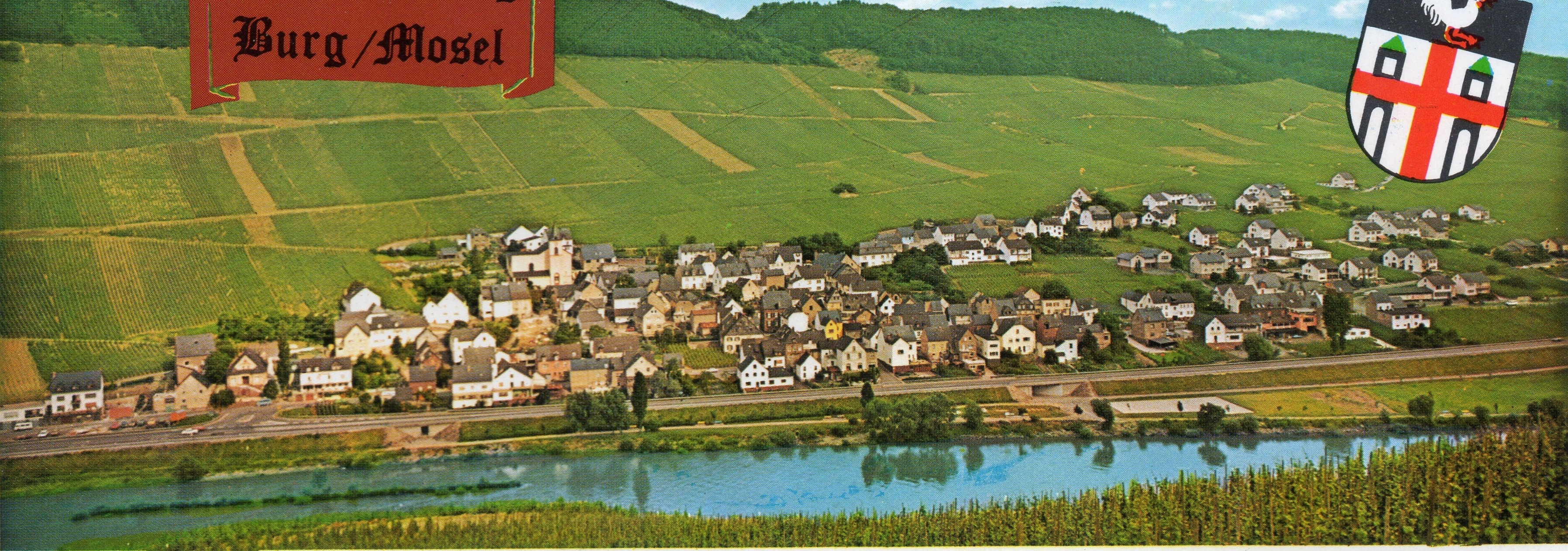
Burg auf einer Ansichtskarte von 1980

Burg liegt am rechten Moselufer zwischen Koblenz und Trier in der Nähe von Traben-Trarbach und Zell.

### Flächennutzung
Die Größe der gesamten Gemarkung beträgt 361,83 ha, davon entfallen 111,94 ha auf die Weinberge, zu 70 Prozent mit Riesling- und 30 Prozent mit Müller-Thurgau-Rebsorten bepflanzt, 102,88 ha auf den Wald, 83,32 ha auf Ländereien – meist im Besitz der Gemeinde – und 63,69 ha auf sonstigen Flächen. Durch die Erschließung von neuem Baugelände konnte sich das Dorf bis zur Grenze von Enkirch hin erweitern und erhielt durch den Bau von 25 neuen Aussiedlerhöfen ein völlig neues Aussehen.

### Nachbarorte
| Reil | Pünderich                                   | Briedel |
|      | Kompassrose, die auf Nachbargemeinden zeigt | Zell    |
| Kröv | Enkirch                                     |         |

## Geschichte

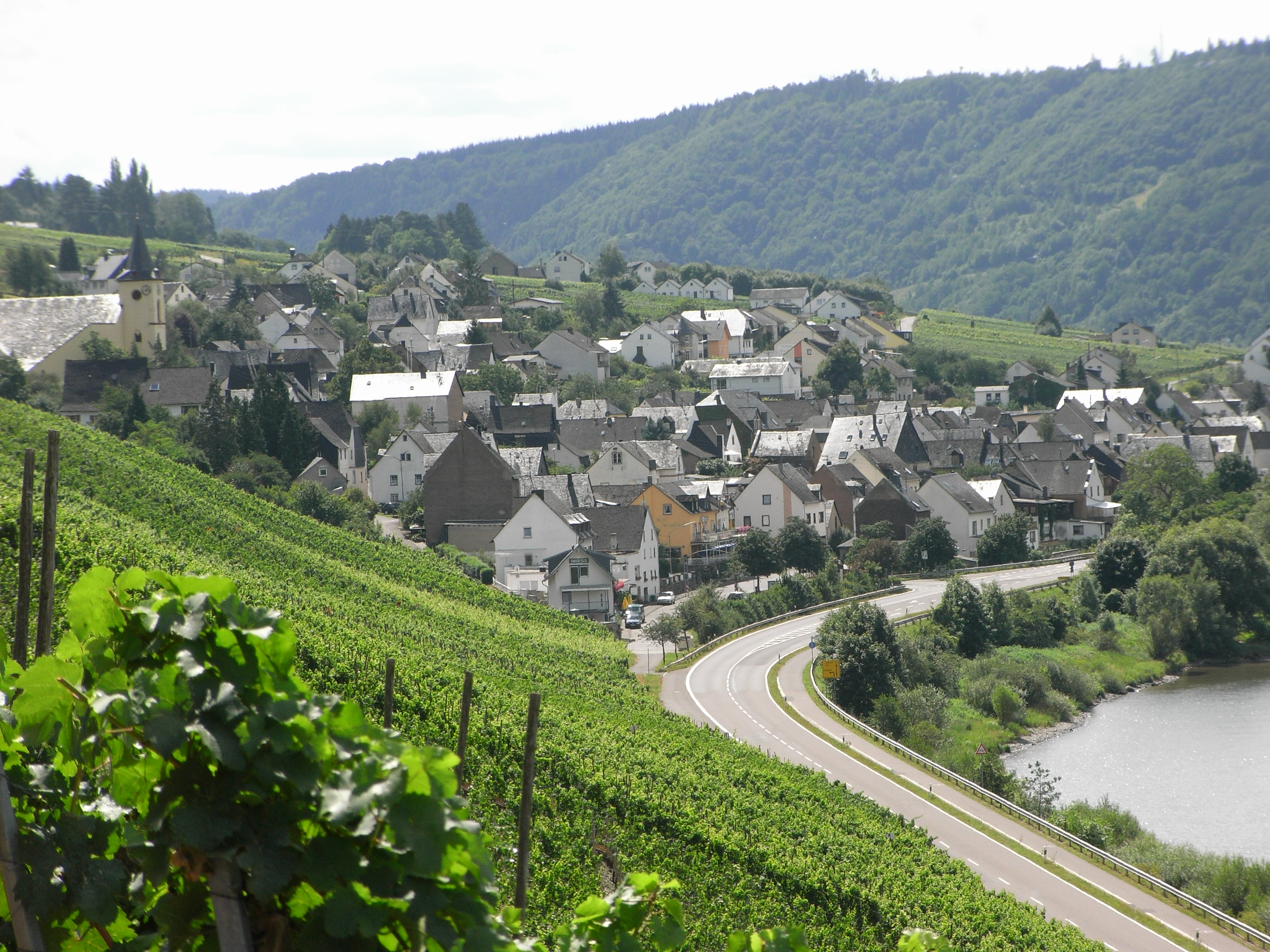
Burg von Norden aus gesehen

Der Name Burg scheint durch die Existenz eines römischen Kastells begründet zu sein. Der Ort wird erstmals im Jahr 842 erwähnt, als Kaiser Lothar I. am 5. Februar seinem Getreuen Alpcar Güter in Burg überträgt. Das Erzstift Trier war bis 1794 Landesherr. Durch die Wirren der Französischen Revolution kam Burg unter französische Herrschaft und wurde 1815 nach der Niederlage Napoleons Teil des Königreichs Preußen. Seit 1946 ist Burg Teil des Landes Rheinland-Pfalz. Den Namenszusatz „(Mosel)“ trägt die Gemeinde seit dem 1. Mai 1970.

## Politik

### Gemeinderat
Der Gemeinderat in Burg besteht aus acht Ratsmitgliedern, die bei der Kommunalwahl am 9. Juni 2024 in einer Mehrheitswahl gewählt wurden, und dem ehrenamtlichen Ortsbürgermeister als Vorsitzendem.

### Bürgermeister
Rudolf Bucher wurde am 13. März 2017 Ortsbürgermeister von Burg, nachdem er bereits seit Januar als bisheriger Erster Beigeordneter die Amtsgeschäfte geführt hatte. Bei der Direktwahl am 26. Mai 2019 wurde er mit einem Stimmenanteil von 85,47 % für weitere fünf Jahre in seinem Amt bestätigt. Bei der Direktwahl am 9. Juni 2024 wurde er ohne Gegenkandidat mit 72,2 % der Stimmen erneut wiedergewählt.
Buchers Vorgänger Johannes Conrad hatte das Amt aus beruflichen Gründen zum Jahresende 2016 niedergelegt.

## Persönlichkeiten
- Gustav von Stein, preußischer Landrat im Landkreis Zell (Mosel) von (1910–1935), Erbauer des ab 1910 errichteten Herrenhauses "Schloß Burg".